# Factor de crecimiento de células T
Los factores de crecimiento de células T (TCGF, del inglés T-cell growth factor) son moléculas de señalización llamadas colectivamente factores de crecimiento que estimulan la producción y el desarrollo de las células T. Se han descubierto varios de ellos, entre ellos muchos miembros de la familia de las interleucinas. El timo es un órgano que libera TCGF. Los TCGF han podido inducir la producción de células T fuera del cuerpo para inyección. 

## Lista de TCGF
- IL-2[1]
- IL-7[2]
- IL-9[3]
- IL-15[4]